# Ana Urquijo Elorriaga
Ana Urquijo Elorriaga (Bilbao, 16 d'agost de 1953) és una advocada basca. Va ser presidenta de l'Athletic Club entre 2006 i 2007.

## Biografia
Advocada i agent de la propietat immobiliària, va ser la primera dona a ingressar en el Col·legi d'Advocats de Biscaia, el 1987. Sòcia del club bilbaí des de 1969, va ser escollida vicepresidenta segona i presidenta de l'Athletic Club des de la dimissió del president anterior, Fernando Lamikiz, el 27 de setembre de 2006.
Va ser la primera dona presidenta en la història de l'Athletic Club, i la segona dona a arribar a la presidència d'un club de Primera Divisió després de Teresa Rivero, que havia estat presidenta del Rayo Vallecano. Val a dir que, en el seu cas, Urquijo presidia un club, el de San Mamés, en el qual fins feia tot just tres dècades estava prohibit que les dones en fossin sòcies.
En el seu curt mandat va prendre decisions transcendentals, com la de contractar el tècnic Mané –que va salvar l'equip del descens en l'última jornada de Lliga–, o la d'impulsar el projecte de construcció del nou estadi de Sant Mamés. Durant aquest període també es va fitxar Unai Alba.
No obstant això, va ocupar aquest càrrec de forma transitòria fins a la celebració d'eleccions a l'any següent, a les quals no es va presentar, sent substituïda el 12 de juliol de 2007 per Fernando García Macua.

## Reconeixements
El gener de 2018 va rebre el premi de la Fundació Sabino Arana, en la seva trentena edició, per tota la seva trajectòria, que mostra els avenços assolits pel que fa a la igualtat, en la seva història personal, que es reflecteix en la societat del seu temps, en uns àmbits i un entorn especialment masculinitzat.